# Un treno per Durango
Un treno per Durango è un film del 1968, diretto da Mario Caiano.

## Trama
Messico, durante la rivoluzione. Alcuni banditi assaltano un treno e ne sottraggono una cassaforte. Due amici avventurieri l'americano Gringo e il messicano Lucas, assistono al furto e si mettono sulle tracce dei fuorilegge, allo scopo di impossessarsi del bottino. Gringo e Lucas, vanno incontro però ad innumerevoli imprevisti, da cui un misterioso individuo li salverà nelle situazioni più critiche. I due avventurieri finalmente rintracciano la cassaforte nel covo dei banditi e riescono ad impossessarsi dell'oro, ma riappare lo strano individuo, che si qualifica come capitano dell'esercito americano incaricato di recuperare l'oro rubato. Il capitano sequestra l'oro e se ne va. Gringo e Lucas scoprono però che il capitano è solo un truffatore e si mettono sulle sue tracce. Il truffatore accetta la proposta di dividere il bottino, ma ingannandoli ancora una volta, riesce a eclissarsi con l'oro.